# Rudolf van Eecke
Rudolf (ou Rudolph) van Eecke est un entomologiste néerlandais, né le 23 octobre 1886 à Buitenzorg et mort le 24 décembre 1975 à Leyde.
Il fait ses études au gymnasium de Leyde. Il se marie en 1912 avec Wilhelmina Henriëtte Petré puis en 1927 avec Margaretha Emma Julia Hettyey. Eecle devient en 1920 conservateur au Rijksmuseum van Natuurlijke Historie de Leyde. Il travailla alors sur les lépidoptères.